# サウスベンド駅
サウスベンド駅（英語：South Bend Station）は、インディアナ州サウスベンド ウェスト・ワシントン・ストリート2702にある駅 。バスの乗り換えが出来る。もとはシカゴ・サウスショア・アンド・サウス・ベンド鉄道（サウスショアー線）が1970年に建設した駅であり、同線は1992年までこの駅に乗り入れていた。

## 利用可能な鉄道路線／列車
アムトラックの停車する列車は下記の通り。
シカゴとニューヨーク・ボストン間の夜行長距離列車レイクショア・リミテッド号…1日1往復停車（当駅にはシカゴ-ニューヨーク間・シカゴ-ボストン間の編成とも停車  オールバニ・レンセラー駅にてニューヨーク編成&ボストン編成と 連結/切り離し）
シカゴとワシントン間の夜行長距離列車キャピトル・リミテッド号…1日1往復停車
1992年まではシカゴのランドルフ・ストリート駅（現：ミレニアム駅）から伸びるインターアーバンのサウスショアー線も乗り入れ同線の終着駅となっていたが、同年のサウスベンド国際空港への短縮開業時に乗り入れが中止された。